# Xã Five Creeks, Quận Clay, Kansas
Xã Five Creeks (tiếng Anh: Five Creeks Township) là một xã thuộc quận Clay, tiểu bang Kansas, Hoa Kỳ. Năm 2010, dân số của xã này là 123 người.